# گوردیگل نورالدین
گوردیگل نورالدین یک روستا در ایران است که در دهستان قشلاق شرقی واقع شده‌است. گوردیگل نورالدین ۱۱۲ نفر جمعیت دارد.